# José Baptista Pinheiro de Azevedo
José Baptista Pinheiro de Azevedo (Luanda, 5 juni 1917 - Lissabon, 10 augustus 1983) was een Portugees militair en politicus. Van 19 september 1975 tot en met 23 juli 1976 was hij premier van zijn land.

## Levensloop
Op 17-jarige leeftijd trad Pinheiro de Azevedo toe tot de marineacademie. Zijn carrière voerde hem onder andere naar Londen, waar hij van 1968 tot 1971 als marineattaché actief was bij de Portugese ambassade. In de marine steeg hij op tot admiraal. Als militair ondersteunde hij de Anjerrevolutie, een militaire opstand tegen de dictatuur van de Estado Novo. Hij was lid van de Nationale Reddingsraad, die na de Anjerrevolutie de Portugese regering overnam. 
Na de revolutie kwam het al zeer snel tot meningsverschillen binnen het leger en de maatschappij over de toekomstige koers van Portugal. Een eerder conservatieve vleugel, vertegenwoordigd door oudere officieren met een hoge rang zoals generaals António de Spínola en Francisco da Costa Gomes en door conservatieve politici zoals Francisco Sá Carneiro, stond tegenover radicaal-socialistische stromingen, vertegenwoordigd door jonge officieren zoals hoofdman Otelo Saraiva de Carvalho. Eerst zag het naar uit dat de radicale elementen de bovenhand zouden nemen en generaal Spínola, de eerste president van Portugal na de Anjerrevolutie, moest tegen zijn zin aanvaarden dat de radicaal Vasco Gonçalves tot premier benoemd werd. Omdat Spínola de radicalen echter niet mocht, trad hij echter al gauw af als president. Toen zijn aanhangers op 11 maart 1975 een mislukte putsch hadden proberen uitvoeren, moest Spínola zelfs het land ontvluchten.
Tegen de vermeende overwinning van de radicalen ontstond binnen het leger een tegenbeweging. De radicale krachten binnen het leger hadden in hun uitgegeven manifest "Voor de opbouw van een socialistische maatschappij in Portugal" een gedecideerd socialistisch programma opgesteld. Als reactie daarop gaf de tegenbeweging onder leiding van Ernesto Melo Antunes een tegenmanifest uit. De verdeeldheid tussen de nieuwe president da Costa Gomes, voorstander van de tegenbeweging en opvolger van Spínola, en premier Gonçalves, voorstander van de radicalen, zorgden er uiteindelijk voor dat Vasco Gonçalves op 19 september 1975 als premier ontslagen werd. Vervolgens werd de gematigde Pinheiro de Azevedo de nieuwe premier van Portugal.
Hij nam de regering van het land over in een beslissende fase waarin Portugal moest beslissen om ofwel een socialistisch of communistisch land te worden ofwel een land te worden met een ontwikkeling van een representatieve democratie. Kort voordat Pinheiro de Azevedo premier werd, hadden in Portugal verkiezingen voor de Grondwetgevende Vergadering plaats. Bij die verkiezingen wonnen vooral de gematigde socialistische en centristische krachten. De radicalen hadden echter een zware nederlaag geleden en door de regeringswissel kwam in feite het radicale gedachtegoed in gevaar. Als reactie daarop werd de radicale soldatengroep SUV opgericht. Het SUV riep samen met de Communistische Partij en enkele andere radicale groepen op om massademonstraties te organiseren en de radicalen bezetten ook een belangrijk Portugees radiostation, wat door de regeringstroepen al gauw ongedaan kon worden gemaakt. Grote landgoederen werden eveneens illegaal bezet door landloze landarbeiders, waarna grootgrondbezitters rechtsgeoriënteerde guerrillatroepen inschakelden om dit te beëindigen.
Op 25 november 1975 kwam er uiteindelijk een beslissing. Radicale soldaten kwamen in opstand tegen hun bevelhebbers. Nadat president da Costa Gomes en premier Pinheiro de Azevedo erin slaagden om met de communisten een wapenstilstand te sluiten, ging de regering in de tegenaanval. De muiterij werd via militaire middelen beëindigd door opperbevelhebber van de strijdkrachten António Ramalho Eanes. Toch kwam het in 1976 tot verdere onrusten: zo waren er massademonstraties om amnestie te vereisen tegen de deelnemers van de muiterij van 25 november 1975 en een golf van bomaanslagen tegen linksgerichte politici.
De grootste verdienste van zijn regering was om Portugal ondanks alle onrust om te vormen tot een grondwettelijke democratie. Op 2 april 1976 werd de grondwet door de Grondwetgevende Vergadering goedgekeurd en op 25 april 1976 vonden de eerste vrije parlementsverkiezingen plaats. De grootste winnaar van deze verkiezingen was de Partido Socialista, die desondanks geen parlementaire meerderheid had. De centristen en christendemocraten gesteund door Azevedo werden respectievelijk de tweede en derde grootste partij. Op 27 juni 1976 vonden er dan presidentsverkiezingen plaats, waarbij hij kandidaat was. Na overwinnaar António Ramalho Eanes en radicaal Otelo Saraiva de Carvalho had hij de derde plaats met 14,2 % van de stemmen.
Vervolgens trad de Azevedo af als eerste minister om plaats te maken voor de eerste democratische regering sinds de Anjerrevolutie, onder leiding van Mário Soares. Vervolgens was hij tot in 1977 de voorzitter van de Portugese christendemocraten.
- Gemeinsame Normdatei: 1165658674
- International Standard Name Identifier: 0000 0000 6712 3022
- Library of Congress Control Number: n80052481
- Virtual International Authority File: 13607508
- WorldCat: E39PBJmpddddQbKcycmryQBdcP